# Renocila indica
Renocila indica är en kräftdjursart som beskrevs av Schioedte och Frederik Vilhelm August Meinert 1884. Renocila indica ingår i släktet Renocila och familjen Cymothoidae. Inga underarter finns listade i Catalogue of Life.